# Thesium doloense
Thesium doloense är en sandelträdsväxtart som beskrevs av Pilger. Thesium doloense ingår i släktet spindelörter, och familjen sandelträdsväxter. Inga underarter finns listade i Catalogue of Life.